# Livre rouge de la Marche de l'Ouest
Vous lisez un « bon article » labellisé en 2011.
Pour les articles homonymes, voir Livre rouge (homonymie).
Cet article utilise autant que possible la nouvelle traduction de Daniel Lauzon, ce qui explique que l’on parle de Frodo Bessac.
Le Livre rouge de la Marche de l'Ouest (Red Book of Westmarch) est un livre imaginaire créé par J. R. R. Tolkien, et censé avoir été rédigé principalement par Bilbo et Frodo Bessac durant le Troisième Âge de la Terre du Milieu, à la suite de leurs aventures respectives. Également connu sous le nom de Livre rouge des Periannath (Red Book of the Periannath), La Chute du Seigneur des Anneaux (The Downfall of the Lord of the Rings), ou encore sous le nom de sa principale copie le Livre du Thain (Thain's Book), il doit son nom à sa couverture rouge et au fait qu'il est censé avoir été redécouvert dans la Marche-de-l'Ouest de la Comté.
Composé de quatre volumes principaux que Tolkien aurait découverts, traduits, et édités sous la forme des romans Le Hobbit et Le Seigneur des anneaux, ainsi que de ses légendes connues sous le nom de Silmarillion, le Livre rouge doit son inspiration principale au Livre rouge de Hergest, un manuscrit médiéval rédigé en gallois vers la fin du XIIIe ou au début du XIVe siècle.

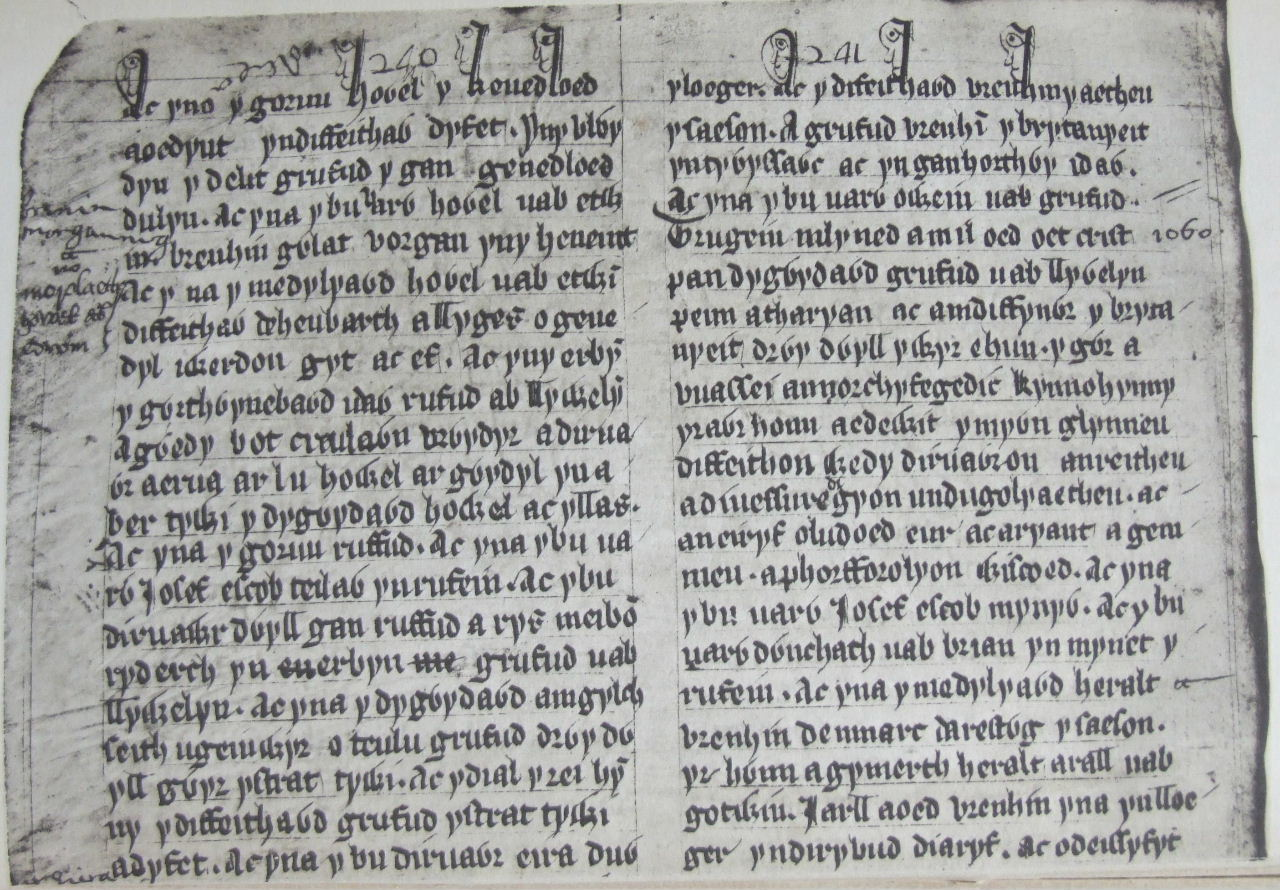
Page du Livre rouge de Hergest.

## Caractéristiques

### LeLivre rougeoriginal
Le Livre rouge de la Marche de l'Ouest est composé de cinq volumes séparés, écrits à la fin du Troisième Âge essentiellement par les trois hobbits Bilbo Bessac, Frodo Bessac et Samsaget Gamgie.

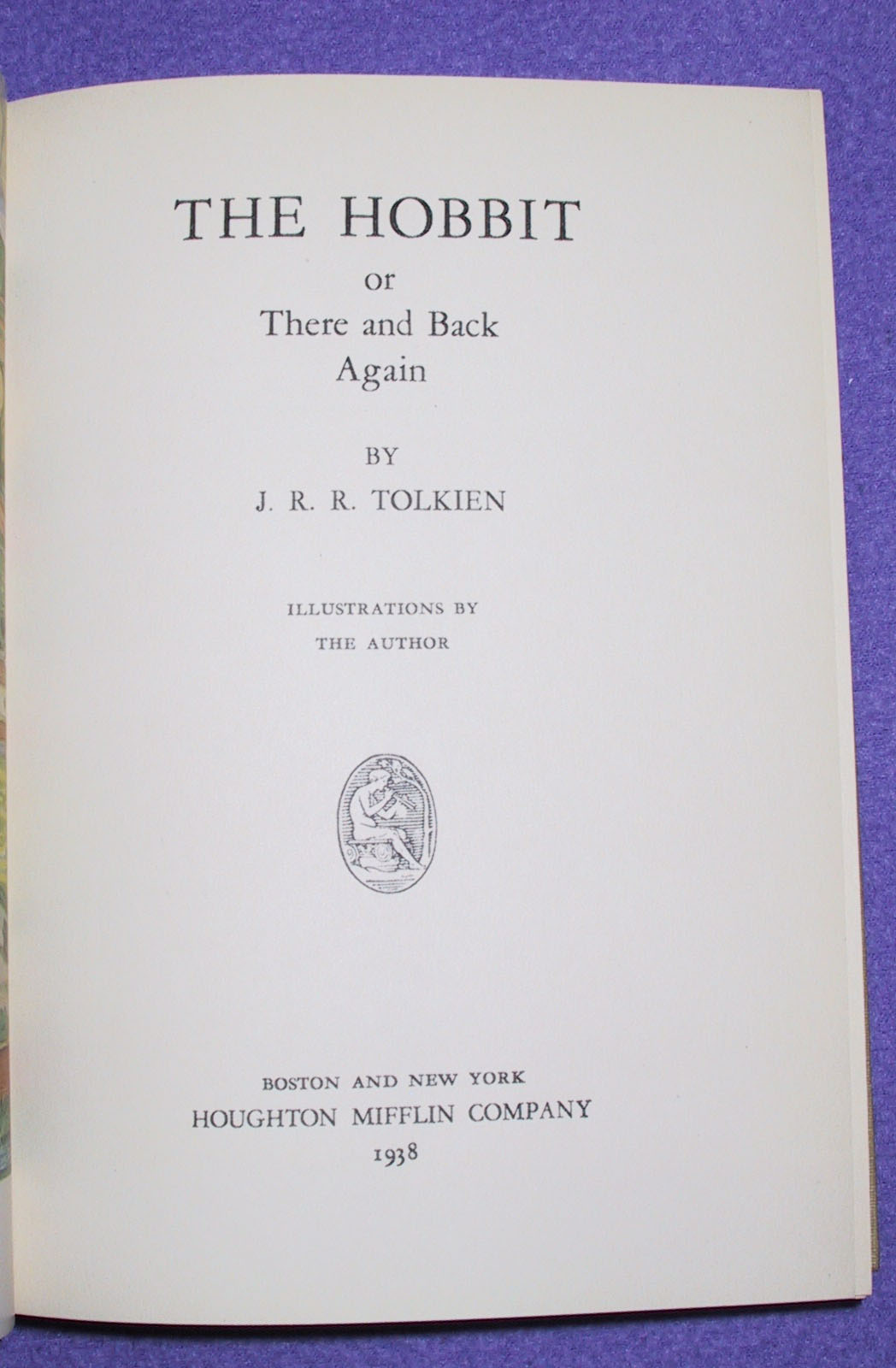
Version anglaise de Le Hobbit, qui est censé dériver du premier volume du Livre rouge de la Marche de l'Ouest.

Le premier volume est un journal tenu par Bilbo à propos de son aventure avec la compagnie de Thorin. Ce récit raconte son Aller et retour en Comté. Frodo et Sam ajoutèrent ensuite plusieurs chapitres contant leur aventure avec la Fraternité de l'Anneau ayant mené à la destruction de l'Anneau unique. Ainsi, au départ de Frodo des Havres Gris, le tome comporte près de 80 chapitres dont 1 entier racontant la bataille de Belleau. Ce volume est à la base des livres de Le Hobbit et du Seigneur des anneaux. Enfin, à ce volume principal furent ajoutées plusieurs informations sur l'histoire du Gondor dont Le Livre des Rois, Le Livre des Intendants, et l’Akallabêth archivés dans les bibliothèques du Gondor et ouverts aux hobbits par Aragorn, une fois celui-ci devenu roi.
Les trois volumes suivants, également de la main de Bilbo, intitulés Traductions de l'elfique, reprennent des légendes et poèmes elfiques du Silmarillion tels que Bilbo les a entendu à Fendeval après son départ de Comté.
En marge de ces deux récits, sont également présents plusieurs poèmes principalement hobbits, plus connus sous le nom des Aventures de Tom Bombadil, écrits sur des feuilles volantes ou dans les interstices des deux récits principaux, et ajoutés a posteriori,. La majorité d'entre eux sont de la main de Bilbo et Sam, mais d'autres ont pour inspiration des contes oraux du Pays de Bouc, ou encore font partie du folklore de Fendeval et de Gondor.
Enfin, un cinquième tome, contenant des informations d'ordre généalogique et des détails supplémentaires sur l'histoire principale, est ajouté bien après, quand les quatre premiers volumes furent entre les mains d'Elanor, la fille de Sam Gamgie. Ce cinquième tome correspond à l'Appendice C, du Seigneur des Anneaux.

### Copies duLivre rouge
Il existe de nombreuses copies du Livre rouge. La première copie est faite peut-être par Peregrin Touc et par Barahir, le fils d'Elboron et le petit-fils de Faramir, le premier surintendant du Gondor, sur demande du roi Elessar. Intitulé Livre du Thain, en référence au Thain Peregrin Touc, ce volume se voit adjoindre de nombreuses annotations, corrections et additions par le copiste, notamment le Conte d'Aragorn et Arwen. En 172 du Quatrième Âge, une seconde copie voit le jour. Celle-ci est une copie parfaite du Livre du Thain rédigée par Findegil, scribe au service du roi du Gondor, du temps d'Eldarion. Cette copie est commandée par le petit-fils de Peregrin Touc, et est gardée par ses héritiers aux Grands Smials. Enfin, plusieurs copies partielles ou devenues partielles au fil du temps sont faites par la famille de Sam Gamgie. Tolkien se serait basé pour partie sur l'une de ces copies pour publier Le Hobbit et Le Seigneur des anneaux.

### Ouvrages en relation avec leLivre rouge
Un travail similaire à certains égards, est le Livre de Raison de Tocquebourg (Yearbook of Tuckborough), qui répertorie les annales de la famille Touc, vivant à Tocquebourg. Il est le plus vieux livre connu en Comté, et a probablement été conservé aux Grands Smials, comme la copie du Livre rouge de Findegil. Débuté vers l'an 2000 T. Â., il répertorie les événements depuis la fondation du Comté en 1601 T. Â. Le Livre de Raison répertorie également les naissances, les décès, les mariages, etc., de l'histoire de la famille Touc. Ces données furent ensuite incluses dans le Livre rouge. Connu sous le nom de Peaujaune (Yellowskin), cela suggère qu'il possédait une couverture de couleur jaune.
Tolkien a utilisé plusieurs autres documents historiques relatifs au Livre rouge, dont on ignore s'ils ont été intégrés dans les éditions originales ou des copies du Livre rouge, mais qui apparaissent dans Le Seigneur des anneaux. Ces travaux comprennent le Comput des Années (Tale of Years), dont une partie a été utilisé comme calendrier pour Le Seigneur des anneaux, et l'Herbier de la Comté, écrit par Meriadoc Brandibouc, ouvrage contemporain du Livre rouge traitant de la flore de la Comté et particulièrement de l'herbe à pipe.

## Histoire interne
Bilbo entame la rédaction du Livre rouge originel entre l'année 2942 et l'année 2949 du Troisième Âge après son retour en Comté, à la suite de ses aventures en Erebor. Le titre est alors Mon Journal, Mon Voyage inattendu. Aller et retour., bien qu'à l'origine, Bilbo ait pensé l'appeler Un aller et retour : les vacances d'un hobbit. Il continue sa rédaction jusqu'en l'an 3001 T. Â., date à laquelle il organise sa réception et part vivre à Fendeval chez l'Elfe Elrond où il emporte son journal avec lui. Là-bas, baigné dans l'atmosphère des contes elfiques, Bilbo commence la rédaction des trois volumes de contes et poèmes elfiques, qu'il intitule Traductions de l'elfique. Lorsque Frodo parvient à Fendeval, en octobre 3018 T. Â., Bilbo lui demande de noter « toutes les nouvelles [...] et tous les vieux chants et contes [qu'il entendra]. » pendant son aventure, en vue de raconter l'histoire de la destruction de l'anneau unique. Deux ans plus tard, lorsque Frodo repasse par Fendeval, Bilbo lui offre les quatre volumes contenus dans un coffret rouge, et lui demande de poursuivre la rédaction lui-même. Entre-temps, Bilbo avait modifié et raturé le titre mais on pouvait lire le titre barré : « Mon Journal, Mon Voyage inattendu. Aller et retour. Et ce qui se passa après. Aventures de cinq Hobbits. L’Histoire du Grand Anneau, composée par Bilbo Bessac d’après ses propres observations et les récits de ses amis. Notre action dans la Guerre de l’Anneau ». Frodo emporte donc le coffret avec lui à Cul-de-Sac, en Comté, et continue la rédaction de ses propres aventures. Grâce à son amitié avec le roi Elessar, et avec Peregrin Touc, garde de la Citadelle, Frodo ajoute également des récits issus des archives humaines du Gondor et notamment Le Livre des Rois, Le Livre des Intendants, et l’Akallabêth. Il étend ainsi le volume jusqu'à ce que celui-ci fasse environ 80 chapitres, dont un entier sur la bataille de Belleau avant de le léguer à Sam et de partir pour les Havres Gris en 3021 T. Â. Le titre final de ces quatre volumes est désormais :

« Mon Journal, Mon Voyage inattendu.  Un Aller et retour.
 
Et ce qui   arriva après. 
 
Aventures de cinq Hobbits. Le conte du Grand Anneau, compilé par 
 
Bilbo Bessac à partir ses propres observations et des relations de ses amis. Ce que nous avons fait dans La Guerre de l'Anneau 
 
Notre action dans la Guerre de l’Anneau
LA CHUTE
 
DU
 
SEIGNEUR DES ANNEAUX
 
ET LE
 
RETOUR DU ROI

(tels que     vus par Petites Gens ; ou mémoires de Bilbo et
 
  Frodo du Comté, complétés par les relations de leurs amies 
 
et l’érudition des Sages.)
 
Avec des extraits des Livres de  Traditions, traduits par Bilbo
 
à Fendeval. »

Les quatre volumes restent en possession de Sam, qui les transmet à sa fille Elanor lorsqu'il quitte définitivement le Comté en l'an 61 du Quatrième Âge. Après son mariage avec Fastred de Verte-Île, elle part vivre dans la Marche de l'Ouest de la Comté, où elle est à l'origine de la famille des Bellenfant des Tours. C'est là que le nom du Livre rouge de la Marche de l'Ouest apparaît. Aux quatre volumes d'origine, les descendants d'Elanor ajoutent des généalogies, des commentaires, principalement à propos des hobbits mais également de la Fraternité de l'Anneau.
La première copie, le Livre du Thain, est faite à la demande du roi Elessar, à une date indéterminée. Connue sous ce nom car il est amené par Peregrin Touc, alors Thain du Comté, lorsqu'il vient en Gondor à la fin de sa vie, vers 64 Q. Â., cette version contient, outre la copie intégrale du Livre rouge, des annotations et corrections faites ultérieurement en Gondor. Après la mort d'Elessar en 120 Q. Â., le petit-fils de Faramir, Barahir, lui ajoute la version complète du Conte d'Aragorn et Arwen. Ce volume est le plus complet, contenant « bien des choses qui furent plus tard omises ou perdues. » Sous le règne d'Eldarion, le fils d'Elessar et d'Arwen, une seconde copie, tiré du Livre du Thain voit le jour. Elle est rédigée en 172 Q. Â. par le scribe royal Findegil, sous l'impulsion d'un descendant de Peregrin Touc. Cette copie est conservée aux Grands Smials, en Comté et est la seule version contenant les Traductions de l'elfique à être parvenue jusqu'à Tolkien. En parallèle de ces deux copies officielles, plusieurs copies sont faites par les descendants d'Elanor, qui sont parvenues plus ou moins complètes jusqu'à Tolkien, ce qui explique, par exemple, que la rencontre entre Gollum et Bilbo diffère entre la première édition du Hobbit et les suivantes.

## Création et évolution
La première mention des mémoires de Bilbo intervient dans le chapitre The End of the Journey, rédigé vers 1936, lors de la troisième phase de rédaction du Hobbit, sûrement en vue de la publication. Le journal est déjà titré Aller et Retour, et Rateliff note que c'est là la première fois qu'apparaît cette expression appelée à devenir le sous-titre du roman. La seconde apparition date de 1947, lors de la réécriture du chapitre 5 de Bilbo, où l'on voit la rencontre entre Bilbo et Gollum. Tolkien explique que la version initialement publiée en 1937 est la version tronquée racontée par Bilbo à Gandalf et aux nains, sur laquelle Tolkien s'est d'abord basé pour écrire Le Hobbit, avant de redécouvrir le Livre rouge possédant la véritable version de la rencontre.
La première version du chapitre « Les Havres Gris » éditée par Christopher Tolkien dans le tome 9 de l’Histoire de la Terre du Milieu présente un titre alternatif :

« Mémoires d'un cambrioleur amateur

Mon aventure inattendue

Aller et Retour, et ce qui se passa après.

Aventures de cinq Hobbits. 

Le Cas du Grand Anneau (compilé d'après les observations 

et les notes de B. Bessac et autres)

Ce que les Bessac firent durant la Guerre de l'Anneau

LA CHUTE

DU

SEIGNEUR DES ANNEAUX

ET LE

RETOUR DU ROI

(tels que les ont vus B. et F. Bessac, S. Gamgie, M. Brandibouc, P. Touc,

complétés par des informations données des Sages.)

Avec des extraits des Livres de la Tradition,

traduits par B. Bessac à Fendeval. »

Dans les différentes versions de l'épilogue du Seigneur des anneaux, publiées de façon posthume par Christopher Tolkien dans Sauron Defeated, le Livre rouge apparaît à nouveau. Dans le premier brouillon, Sam le tient entre les mains et le lit à ses enfants, alors que dans le second, Sam est présenté écrivant le Livre, en y intégrant un échange de questions-réponses qu'il a eu la veille avec ses enfants après le leur avoir lu. Sam précise que seule Elanor a entendu une lecture complète du Livre plus d'une fois, contrairement au reste de la famille. Christopher remarque que son père est resté un temps indécis sur le nombre de chapitres contenus dans le livre, passant de 77 à 72 pour s'arrêter sur 80 chapitres rédigés par Bilbo puis Frodo, dont le 80e inachevé et un 81e réservé pour Sam. Selon Wayne G. Hammond et Christina Scull, cette indécision sur le nombre de chapitres est sans doute due au fait que quelques-uns d'entre eux étaient réunis sous forme de brouillon et furent séparés pour la publication ; ou bien que le nombre 80 se réfère au nombre de chapitres du vrai Livre rouge mais pas au livre édité et traduit par Tolkien sous les formes du Hobbit et du Seigneur des anneaux.

## Inspirations et critique

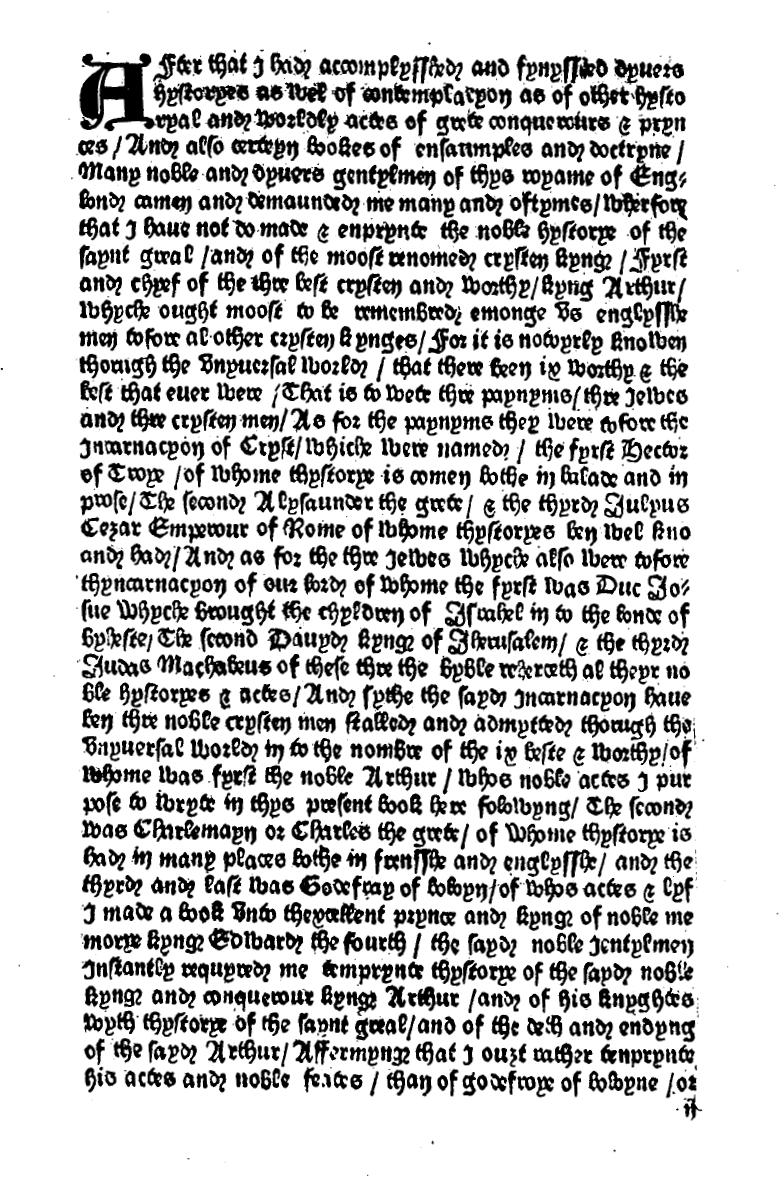
Première page de l'édition de William Caxton de Le Morte d'Arthur de Thomas Malory, en 1485.

L'inspiration principale du Livre rouge de la Marche de l'Ouest est le Livre rouge de Hergest, un manuscrit médiéval en gallois rédigé vers 1400. Ce manuscrit, conservé à la bibliothèque Bodléienne à Oxford, est nommé ainsi à cause de sa reliure rouge. Tolkien possédait un exemplaire du texte en gallois, enseignait cette langue à l'université de Leeds, et fit même une traduction de la première partie, le Pwyll, ce qui implique qu'il connaissait bien ce manuscrit. Rateliff rapproche également le Livre rouge du cycle fantastique The Papers of the Adam Family écrit par Mark Twain et publié de façon posthume :

« The Papers of the Adam Family, comme Le Livre rouge de la Marche de l'Ouest de Tolkien (et le vieux Livre doré de Tavrobel qui l'a précédé), visent à être considérés comme des traductions de chroniques et de mémoires très anciennes aujourd'hui perdues et presque totalement oubliées du monde, les seuls fragments de l'histoire (très déformés par le temps) qui soient, par ailleurs, parvenus jusqu'à nous. Tout comme Tolkien construit sa préhistoire à partir de fragments du folklore, de légendes et d'archéologie, Twain construit la sienne à partir des comptes-rendus très sommaires des premiers chapitres du Livre de la Genèse. »

— John D. Rateliff, “And All the Days of Her Life Are Forgotten” : The Lord of the Rings as Mythic Prehistory
Selon Richard West, « l'utilisation du Livre rouge de la Marche, est un exemple de tradition médiévale adaptée à un public moderne ». Verlyn Flieger appuie cette déclaration précisant que le Livre rouge « était destiné à se faire l'écho des grands manuscrits médiévaux dont les noms sonnent comme la série de recueils de contes d'Andrew Lang pour le Moyen Âge : le Livre blanc de Rhydderch, le Livre noir de Carmarthen, le Livre jaune de Lacan  [sic] et le plus important de ses modèles, le véritable Livre rouge de Hergest. » Tolkien aurait pu avoir l'idée de créer sa propre série de livres de couleur pour rivaliser avec ceux-ci, en associant son Livre rouge et son Livre doré de Tavrobel.
Tolkien est comparé à William Caxton qui, en 1485, cherche, comme lui, à rendre une véracité historique au texte en justifiant de l'existence du roi Arthur dans sa préface à l'édition posthume qu'il fit du Morte d'Arthur de Thomas Malory. Le Livre rouge est un moyen pour Tolkien de donner une réalité historique à son œuvre. Cependant, même si comme ses inspirations réelles le Livre rouge possède ses copies et des copies de copies, il possède une généalogie bien plus définie et un corps narratif plus cohérent que la plupart de ces livres réels.

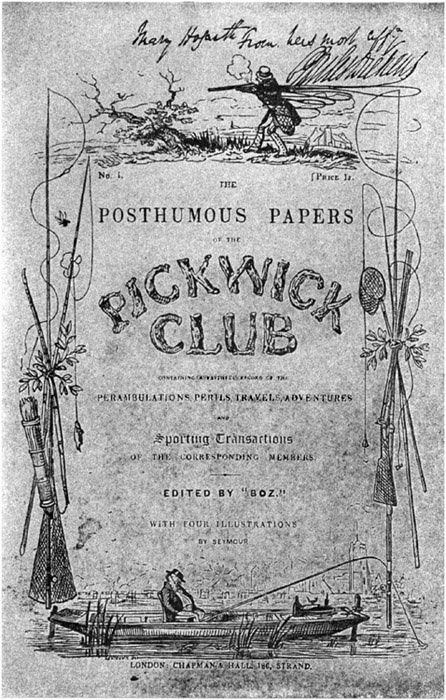
Couverture de l'édition originale des Papiers posthumes du Pickwick Club.

Tolkien intègre un pseudo-éditeur afin de justifier la publication du texte de nos jours, utilisant par là un procédé de fiction propre aux romans du XIXe. Ce serait ce pseudo-éditeur qui aurait écrit et intégré le prologue et les appendices dans la version publiée du Livre rouge : Le Seigneur des anneaux. Ce procédé littéraire du « manuscrit retrouvé » avait déjà été utilisé par des auteurs comme Samuel Richardson dans Paméla ou la Vertu récompensée et Clarissa ou Charles Dickens dans Les Papiers posthumes du Pickwick Club.
Selon Lee Oser, le Livre rouge de la Marche de l'Ouest est un « hommage au labeur désintéressé des scribes ». Flieger rapproche l'écriture du Livre rouge du langage AB, un dialecte mis en évidence par Tolkien à travers deux ensembles de manuscrits médiévaux, Ancrene Wisse et le groupe de textes du « Katherine Group » :

« Ainsi le Livre rouge est écrit dans ce qu'on pourrait appeler (avec une certaine licence) un équivalent du langage « AB », puisqu'il montre des traces de rédaction par un ou plusieurs scribes venant d'un aire linguistique spécifique et partageant une orthographe spécifique. »

— Verlyn Flieger, Tolkien and the Idea of the Book

## Adaptations
Dans l'adaptation cinématographique Le Seigneur des anneaux par Peter Jackson, le Livre rouge est présent dans la scène « Concerning Hobbits » du premier opus, où l'on découvre Bilbon en train de le rédiger, à Cul-de-Sac. Le livre est utilisé pour introduire l'histoire de Bilbon et de son anneau. Le titre Aller et Retour, est sous-titré Récit d'un hobbit contrairement au roman où le sous-titre est intitulé Vacances d'un hobbit. Le livre réapparaît à la fin du Retour du roi, où l'on voit Frodon le rédiger à son tour. Le titre est alors Le Seigneur des anneaux plutôt que La Chute du Seigneur des anneaux et le Retour du Roi. Le livre a été créé par Daniel Reeve, qui s'est également occupé de la création des cartes et de la calligraphie dans les films.
Le livre est également présent dans l'adaptation cinématographique du Hobbit par Peter Jackson, dans les scènes où Bilbon apparaît vieux. Il retrouve ce vieux livre vierge dans un de ses coffres et décide d'y écrire son aventure, ce qui est un prétexte pour amener le spectateur de l'époque de La Communauté de l'Anneau à celle du Hobbit.
Dans le jeu Le Seigneur des anneaux : les sorciers, le Livre rouge est un artefact jouable.

### Ouvrages de Tolkien
- (fr) J. R. R. Tolkien, « Les Aventures de Tom Bombadil », dans Faërie et autres textes, Christian Bourgois, 2003 (ISBN 2-267-01696-6, BNF 39067668).
- (fr) J. R. R. Tolkien, « Avant-propos des deux éditions anglaises », dans Vincent Ferré, Sur les rivages de la Terre du Milieu, Pocket, 2003 (ISBN 2266121189).
- (fr) J. R. R. Tolkien (trad. Daniel Lauzon), Le Hobbit [« The Hobbit »], Christian Bourgois, 2012 [détail des éditions].
- (fr) J. R. R. Tolkien (trad. Francis Ledoux, Tina Jolas), Le Seigneur des anneaux [« The Lord of the Rings »] [détail des éditions].
- (en) J. R. R. Tolkien et John D. Rateliff, The History of The Hobbit, Part One: Mr. Baggins, HarperCollins, 2007, 467 p. (ISBN 0007235550).
- (en) J. R. R. Tolkien et John D. Rateliff, The History of The Hobbit : Part Two: Return to Bag-End, HarperCollins, 2007, 438 p. (ISBN 0007250665).
- (en) J. R. R. Tolkien et Christopher Tolkien, Sauron Defeated, HarperCollins, 2002, 482 p. (ISBN 0-261-10305-9).